# حمود الموسى
حمود الموسى (بالإنجليزية: Hamoud Al-Mousa)‏ (مواليد الرقة 1993) صحفي وناشط سوري. وهو المؤسس المشارك والمتحدث باسم جماعة الرقة تُذبح بصمت (RBSS) (بالإنجليزية: Raqqa Is Being Slaughtered Silently)‏، وهي مجموعة من الصحفيين المواطنين الذين يكتبون عن الأعمال الإرهابية التي ارتكبها تنظيم داعش (ISIL) (بالإنجليزية: Islamic State of Iraq and the Levant)‏ في سوريا. في كانون الثاني (يناير) 2016، وصفت إنترناشيونال بيزنس تايمز (بالإنجليزية: International Business Times)‏ جماعة الرقة تُذبح بصمت بأنها «المصدر الأكثر موثوقية للمعلومات من داخل الرقة». قارن المؤرخ الألماني مايكل وولفسون جماعة الرقة تُذبح بـ White Rose، وهي منظمة مقاومة خلال الرايخ الثالث. في 15 ديسمبر 2013، تم وصف الموسى بأنه يبلغ من العمر 20 عامًا. يعيش حاليا في المنفى في تركيا. إنه يعيش الآن في الولايات المتحدة الأمريكية.[بحاجة لمصدر]

## النشأة والتعليم
درس الموسى القانون في جامعة الفرات، ولم يكمل دراسته لأن الثورة السورية بدأت عندما كان في الفصل الدراسي الأول. عندما كان طالبًا، نظم احتجاجات غير عنيفة ضد الحكومة السورية.

## جماعة الرقة تُذبح بصمت
لعب الموسى دور الناشط الإعلامي ومنظم الاحتجاجات اللاعنفية خلال الفترة المبكرة من الانتفاضة ضد نظام الأسد، واعتقل الموسى من قبل السلطات السورية أربع مرات في 2011-2012. كما اعتقلت أحرار الشام الموسى عام 2013.في عام 2013، أصيب الموسى برصاصة في ساقه اليسرى من قبل لواء ثوار الرقة وكانا مع جبهة النصرة. بعد سيطرة داعش على الرقة في كانون الثاني (يناير) 2014، هرب الموسى إلى تركيا، حيث أسس هو وصحفيون آخرون جماعة الرقة تُذبح بصمت. تسببت تهديدات تنظيم الدولة الإسلامية في تركيا في فراره إلى ألمانيا ثم إلى الولايات المتحدة.
توثق جماعة الرقة تُذبح بصمت الحياة في ظل داعش على وسائل التواصل الاجتماعي ومن خلال الصور ومقاطع الفيديو التي يتم تهريبها إلى الخارج. الموسى، مثل معظم أعضاء جماعة الرقة تُذبح بصمت المنفيين، عاش في ألمانيا، لكنه يعيش الآن في الولايات المتحدة الأمريكية. اعتبارًا من تشرين الثاني (نوفمبر) 2015، كان الموسى يعمل مع سبعة من أعضاء جماعة الرقة تُذبح بصمت خارج الرقة لنشر المعلومات التي جمعها اثنا عشر عضوًا يعيشون في الرقة أو بالقرب منها. في كانون الثاني (يناير) 2016، ذكرت إنترناشيونال بيزنس تايمز أن 17 من أعضاء جماعة الرقة تُذبح بصمت «يعملون داخل الرقة».
ذكرت صحيفة هافينغتون بوست في نوفمبر 2015 أنه "منذ أبريل 2014، أنتج أعضاء جماعة الرقة تُذبح بصمت سرًا أكثر تغطية مستدامة للحياة تحت سيطرة الدولة الإسلامية". قال الحمزة، عضو جماعة الرقة تُذبح بصمت، للصحيفة، “نحن نقاتل من أجل مدينتنا. ليس لدينا أسلحة، لكن لدينا أقلامنا أو موقعنا الإلكتروني أو أي شيء آخر. نحن نكافح عبر الإنترنت ". وأضاف: "نغطي كل شيء لأن واجبنا لمدينتنا". اعترف الحمزة للصحيفة أن داعش زاد من صعوبة قيام جماعته بعملها. قال: "كلنا نقبل أن يقتل أي واحد منا في أي وقت وفي أي مكان".
قتل تنظيم الدولة الإسلامية أربعة من أعضاء جماعة الرقة تُذبح بصمت. كان أحدهم إبراهيم عبد القادر، الذي تم قطع رأسه في 30 أكتوبر / تشرين الأول 2015، عن عمر يناهز 22 عامًا. كان قادر نشطًا في نشر وتوثيق فظائع داعش.

## التكريم والجوائز
فازت جماعة الرقة تُذبح بصمت بالجائزة الدولية لحرية الصحافة لعام 2015 من لجنة حماية الصحفيين. قبل الموسى الجائزة في نيويورك في 25 نوفمبر 2015 نيابة عن المنظمة.
كما قبل الموسى جائزة المفكرين العالميين في السياسة الخارجية لعام 2015 نيابة عن جماعة الرقة تُذبح بصمت.
الكتابة لصحيفة بيتسبرغ بوست-جازيت في فبراير 2017، أشار غاري كاسباروف وثور هالفورسن إلى عمل الموسى على أنه «نضال نبيل ضد الاستبداد. على الرغم من الخطر»

## فيلم مدينة الأشباح
حمود هو مؤسس مشارك في الرقة يبلغ من العمر 23 عامًا يُذبح بصمت. أثناء وجوده في المدرسة الثانوية، نشط حمود في الثورة السورية وبدأ في تصوير الاحتجاجات في شوارع الرقة. لاحقًا انضم إلى الجيش السوري الحر أثناء قتاله لتحرير الرقة من قوات الأسد. عندما سيطر داعش على مسقط رأسه في عام 2014، أصبح من أشد المنتقدين للتنظيم الإرهابي وساعد في تأسيس جماعة الرقة تُذبح بصمت. في نهاية المطاف، قدم داعش مكافأة لحمود وأجبر على مغادرة الرقة. بعد أن عجز داعش عن تعقب حمود، قاموا بدلاً من ذلك باعتقال واغتيال والده، ونشروا لاحقًا مقطع فيديو يظهر الإعدام. بعد بضعة أشهر، علم حمود أن أحد أشقائه اغتيل على يد داعش فيما اختفى شقيق آخر. الآن يعيش في المنفى، حمود مصمم على مواصلة عمله مع جماعة الرقة تُذبح بصمت. أصبح مؤخرًا أباً وسمّى طفله الأول محمد، تكريماً لوالده المتوفى.

## الحياة الشخصية
قُتل والد الموسى على يد داعش في سوريا.
كما قُتل شقيق الموسى الأكبر على يد داعش في إدلب بسوريا.
اعتقل شقيق الموسى الصغير من قبل داعش منذ 2015 في سوريا.